# فرد بردزورث
فرد بردزورث (انگلیسی: Fred Beardsworth؛ 1899 – 10 october ۱۹۶۴ (۶۴−۶۵ سال)) بازیکن فوتبال اهل ایالات متحده آمریکا بود.